# بوریس آرتزیباشف
بوریس آرتزیباشف (روسی: Борис Арцыбашев؛ ۲۵ مهٔ ۱۸۹۹ – ۱۶ ژوئیهٔ ۱۹۶۵) نقاش، و تصویرگر اهل امپراتوری روسیه بود.